# Romaria de Nossa Senhora das Candeias de Juazeiro do Norte
A Romaria de Nossa Senhora das Candeias é uma manifestação de piedade popular do município de Juazeiro do Norte- CE ,ocorrida anualmente, em 2 de fevereiro. A origem da tradição é incerta. Numa das teorias, talvez a mais popular, a romaria teria sido criada pelo próprio Padre Cícero Romão, que, a fim de ajudar financeiramente a um ferreiro desempregado, instruiu os fiéis a adquirem candeeiros para a procissão de Nossa Senhora das Candeias. Noutra, a tradição remontaria a 1895, quando o povo teria espontaneamente acorrido às ruas de Juazeiro segurando velas acesas, na esperança de que Nossa Senhora da Luz iluminasse a mente do bispo Dom Joaquim José Vieira, fazendo com que ele relaxasse as sanções impostas a Padre Cícero, por ocasião do incidente conhecido como milagre da hóstia. Seja como for, a festividade se consolidou no decorrer dos anos, tornando-se um importante espaço devocional.
A ela acorrem peregrinos de diversas localidades do Nordeste do Brasil, e mesmo de outras regiões, o que a torna uma das maiores festividades católicas do Juazeiro, junto com a Romaria de Finados. A Procissão das Velas, ocorrida na noite do dia 02 de fevereiro, marca o ápice da celebração religiosa, reunindo frequentemente centenas de milhares de romeiros. Para além dos ritos religiosos, a celebração está associada a uma farta mostra de manifestações culturais profanas que se desenvolvem durante todo o dia, em especial a dança de São Gonçalo, performada em frente ao cruzeiro da Igreja de Nossa Senhora das Candeias, a apresentação de bandas cabaçais e grupos de guerreiros e reisados. Na edição de 2014, a romaria reuniu aproximadamente 300 mil fiéis.